# Adauto Puñales
Adauto Álvaro Puñales Lascano (* 31. Januar 1935 in Lascano, Rocha; † 23. September 2009) war ein uruguayischer Politiker.
Puñales, Vater der uruguayischen Politikerin Yeanneth Puñales, war von Beruf Versteigerer und gehörte der Partido Colorado an.
1984 wurde er erstmals im Departamento Rocha zum Intendente gewählt und hatte dieses Amt von 1985 bis 1990 als Vertreter der Unión Colorada y Batllista inne. 1989 stellte er sich zur Wiederwahl, scheiterte jedoch am der Partido Nacional angehörigen Irineu Riet Correa.
Fünf Jahre später unternahm er jedoch einen erneuten Anlauf zu einer zweiten Amtsperiode und war dieses Mal für das Foro Batllista erfolgreich, so dass er zwischen 1995 und 2000 wiederum Intendente dieses Departamentos war.